# Fritz Plön
Pour les articles homonymes, voir Plön (homonymie).
Fritz Plön (né le 3 décembre 1906 à Berlin-Oberschöneweide et mort le 28 août 1944 à la prison de Brandebourg) est un résistant communiste allemand au nazisme.

## Biographie
Plön fréquente l'école Kepler à Oberschöneweide jusqu'en 1920, puis commence un apprentissage en tant que charpentier de marine, qu'il ne peut pas terminer pour des raisons de santé. Pendant quelque temps, il travaille comme ouvrier agricole près de Weimar et retourne à Berlin en 1926.
Après avoir terminé une formation, il est soudeur pour Kabelwerk Oberspree. En 1927, il rejoint le KJVD et plus tard le KPD. Plön dirige notamment le groupe d'enfants et de jeunes du club de natation « Vorwärts ».
Après la prise de pouvoir des nazis en 1933, lui et d'autres organisent des collectes d'argent pour la Rote Hilfe devenue une organisation illégale. Fritz Plön dirige un groupe de résistance illégale dans son usine. Il a des contacts avec l'organisation de résistance autour de Robert Uhrig à partir de 1938.
Plön est arrêté par la Gestapo le 4 février 1942 au cours de la découverte de l'organisation Uhrig avec Franz Mett, sa concubine Elfriede Tygör et d'autres compagnons d'armes et emprisonné à la prison de Landsberg. Le Volksgerichtshof le condamne à mort le 7 juillet 1944. Plön est exécuté le 28 août 1944 dans la prison de Brandebourg-Görden.
Son urne est placée dans le cimetière boisé de Berlin-Oberschöneweide au pied d'un monument à son nom,  Tygör et d'autres victimes nazies : Erich Busse, Wilhelm Firl, Fritz Kirsch, Günther Ratajczak et Bernhard Sobottka. À l'ancienne usine de Kabelwerk Oberspree, un mémorial est érigé en 1960 pour les membres de l'usine assassinés par les Nazis : en plus de Plön, les résistants Grete Walter, Paul von Essen, Judith Auer et Arthur Illgen sont commémorés.